# Pouilloux
Pouilloux es una comuna francesa situada en el departamento de Saona y Loira, en la región de Borgoña-Franco Condado.

## Demografía
| 727 | 706 | 657 | 734 | 816 | 805 | 974 |
| Para los censos de 1962 a 1999 la población legal corresponde a la población sin duplicidades (Fuente: INSEE [Consultar]) |     |     |     |     |     |     |

Es la comuna más poblada del cantón.